# 雑米
雑米（ぞうまい）とは、律令制において、諸国から中央に送られた米のうち庸の部分を除いた米の総称。
地方から中央への税の輸送は布などの軽貨が望ましく、米のような重量がある重貨は輸送面でのコストやリスクを抱えていたが、中央での食料や給与に用いるために都の近隣諸国や沿海の国々から米を輸送させることがあった。そのうち正規の庸として納められた物を除いた米をまとめて雑米と称した。代表的なものとして年料舂米・年料租舂米・年料別納租穀による米が挙げられる（なお、穀は脱穀しただけの籾を、舂米は籾摺りや精白した米を指す）。
奈良時代後期から平安時代にかけて、庸調とともに雑米の未進が中央財政の収入不足をもたらして財政難を引き起こした。